# 哈罗德陨石坑
哈罗德陨石坑（Harold）是位于月球正面云海东侧边沿，构成戴维链坑的其中一座小撞击坑，其名称取自斯堪的纳维亚男性名，1976年被国际天文学联合会批准接受。

## 描述

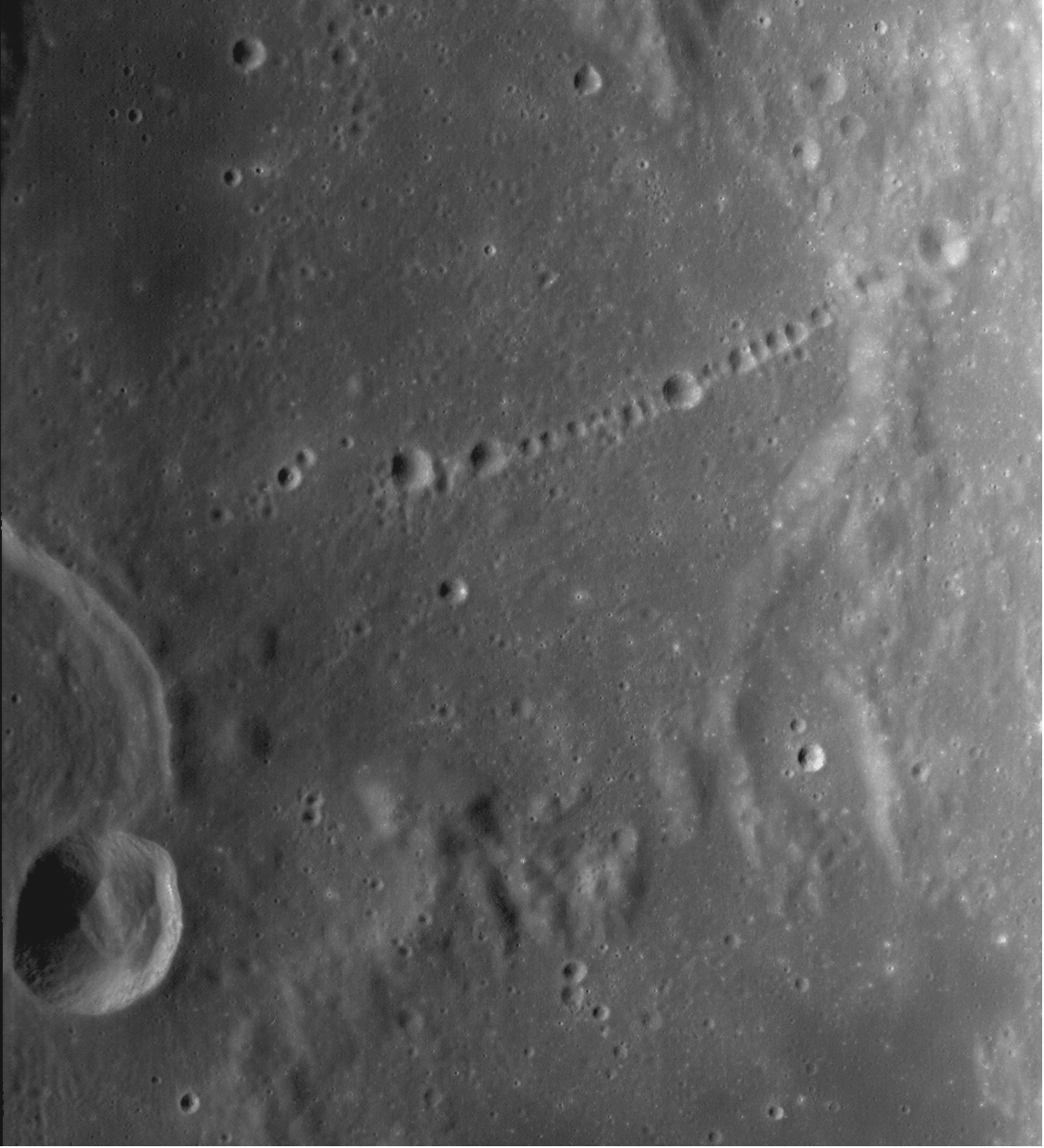
戴维链坑，月球勘测轨道飞行器拍摄。

在戴维链坑中还包含有艾伦坑、迪莉娅坑、普里西拉坑、苏珊坑及奥斯曼坑。该陨坑西南则靠近戴维环形山、北面与帕利扎陨石坑相毗邻、东北和东南则分别坐落了托勒密环形山和阿方索环形山。该陨坑中心月面坐标为10°53′S 6°04′W / 10.88°S 6.07°W，直径1.43公里，深度约0.26公里。

哈罗德陨石坑外观近似椭圆形，坑壁最大高出周边地形50米，内部容积约0.12立方千米。